# Friedrich Wilhelm Felix von Bärensprung
Friedrich Wilhelm Felix von Bärensprung (* 30. März 1822 in Berlin; † 26. August 1864 in Kiel) war ein deutscher Dermatologe und Hochschullehrer.

## Leben
Als Sohn des Berliner Oberbürgermeisters Friedrich von Bärensprung (1779 bis 1841) und dessen Frau Friederike Magdalene Hagemann (1795 bis 1872) besuchte Friedrich Wilhelm Felix von Bärensprung das Köllnische Gymnasium. Nach dem Abitur studierte er ab 1840 Medizin und Naturwissenschaft an der Friedrich-Wilhelms-Universität Berlin und der Friedrichs-Universität Halle. 1843 zum Dr. med. promoviert, reiste er nach Prag, um sich in Pathologischer Anatomie zu bilden. Assistent für Innere Medizin in Halle wurde von Bärensprung 1845. Ein Jahr später absolvierte er die Staatsprüfung für Geburtshilfe. 1847 wurde er praktischer Arzt. 1848 habilitierte er sich in Halle, wo er sich bereits als Assistent des Pathologen Peter Krukenberg mit Entomologie und Dermatologie beschäftigt hatte. Als  Privatdozent  hielt er Vorlesungen. Im selben Jahr unternahm er eine Bildungsreise nach Oberschlesien.
In den Jahren 1850 bis 1853 wirkte er wieder als praktischer Arzt in Halle. Seine Privatklinik kam bei den Menschen gut an. Um 1851 begründeten er wie auch Ludwig Traube die moderne Thermometrie am Krankenbett. Anschließend berief man ihn an die Berliner Charité als leitenden Arzt der Syphilisabteilung. Als in Halle mehrere Cholera- und Typhusepidemien ausbrachen, versorgte von Bärensprung die Bewohner.
Die Universität Berlin berief von Bärensprung 1857 als a.o. Professor. Während dieser Zeit gründete er auch Hautkrankheitsabteilungen in der Charité. Im Folgejahr erhielt er einen Ruf der Kaiserlichen Universität Dorpat, den er ablehnte.
Bärensprung versuchte, das Prinzip der Syphilidation weiterzuentwickeln. An der Charité steckte er Frauen daher im Rahmen eines medizinischen Experimentes mit Syphilis an, was der Professorenkatalog der Universität Halle als „ethisch mehr als nur fragwürdig“ einstuft. Mit dieser Studie konnte von Bärensprung zur differenzierten Diagnose von Geschlechtskrankheiten beitragen. Er begründete die Dualitätslehre der Syphilis. Dass er bei Syphilis eine Quecksilbertherapie ablehnte, mündete in einen Konflikt. Er erwarb sich große Verdienste in der Dermatologie; allerdings wurde mittlerweile erwiesen, dass von Bärensprungs Heilverfahren falsch waren, er also seine Patienten und sich selbst fehlerhaft behandelte.
Bärensprung war Mitbegründer der Berliner Entomologischen Zeitschrift und veröffentlichte darin Arbeiten über Hemiptera. Er war Mitglied der Gesellschaft Deutscher Naturforscher und Ärzte.
Er beschrieb 1861 den Herpes zoster als infektiöse hämorrhagisch-entzündliche Erkrankung bestimmter Spinalganglien.
Im Jahr 1862 erkrankte er an Dementia paralytica, einer Form der Neurolues. Er wurde in das Kieler Hornheim gebracht. Im Juni 1864 entließ man ihn, weil sein Zustand sich scheinbar gebessert hatte; doch am 26. August 1864 ertränkte er sich mit 42 Jahren in der Kieler Förde.

## Familie
Bärensprung  heiratete am 23. Mai 1850 in Bonn Marie Bluhme (1826–1907), Tochter des Juristen Friedrich Bluhme. Deren Tochter Luise Marianne (* 11. Juni 1853; † 21. Juni 1889) heiratete den Anatomen Felix Marchand (1846–1928). Der Sohn Felix (1851–1851) starb jung, eine weiter Tochter Dorothea (* 28. Mai 1852; † 9. August 1876) starb unverheiratet in der Schweiz.

## Schriften
- Observationes microscopicae de penitiore tumorum nonnullorum structura (Dissertation; Halle 1844)
- Beiträge zur Anatomie und Pathologie der menschlichen Haut (1848)
- De transitu medicamentorum praesertim hydrargyri per togumenta corporis externa (1848)
- Ueber die Folge und den Verlauf epidemischer Krankheiten. Beobachtungen aus der medizinischen Geschichte und Statistik der Stadt Halle. H. W. Schmidt, Halle 1854 (Digitalisat).
- Synonymische Bemerkungen. Über Hemiptera. Berliner Entomologische Zeitschrift 2:79-81 (1858)
- Neue und seltene Rhynchoten der europäischen Fauna. Berliner Entomologische Zeitschrift 2:188-208, II. (1858)
- Neue und seltene Rhynchoten der europäischen Fauna. Zweites Stück. Berliner Entomologische Zeitschrift 3:329-338 (1859)
- Die Hautkrankheiten, Ferdinand Enke, Erlangen 1859 Archive
- Hemiptera Heteroptera Europaea systematice disposita. Berliner Entomologische Zeitschrift 4:1-25 (1860)
- Über hereditäre Syphilis (1864)